# Napoli (cuirassé)
Pour les articles homonymes, voir Napoli.
Le Napoli était un navire de la classe Regina Elena de cuirassés pré-dreadnought construits pour la Regia Marina italienne, le dernier membre de la classe de quatre navires, qui comprenait le navire de tête Regina Elena, le Vittorio Emanuele et le Roma.
Le Napoli était armé d'une batterie principale de deux canons de 305 mm (12 pouces) et de douze canons de 203 mm (8 pouces), et était capable d'une vitesse de pointe de 21 nœuds (39 km/h).
Le Napoli a participé à la guerre italo-turque en 1911 et 1912 ; il a pris part à l'attaque de Derna, en Libye, et aux assauts amphibies sur les îles de Rhodes et du Dodécanèse dans la mer Égée. Le Napoli est resté en service pendant la Première Guerre mondiale en 1915-1918, mais n'a pas été utilisé en raison des politiques prudentes des marines italienne et austro-hongroise. Il est resté dans l'inventaire italien comme navire-école jusqu'à ce qu'il soit rayé du registre naval en août 1926, puis démoli pour la ferraille.

## Conception
Les plans de la classe Regina Elena ont été préparés par le célèbre ingénieur naval Vittorio Cuniberti, alors ingénieur en chef de la Regia Marina italienne (Marine royale). La Marine a spécifié un navire qui serait plus puissant que les croiseurs blindés contemporains et plus rapide que les cuirassés étrangers pré-dreadnought, avec un déplacement ne dépassant pas 13 000 tonnes longues (13 210 t). Les deux premiers navires - Regina Elena et Vittorio Emanuele - ont été commandés pour l'année fiscale 1901, et la dernière paire - Roma et Napoli - a été autorisée l'année suivante.

### Caractéristiques

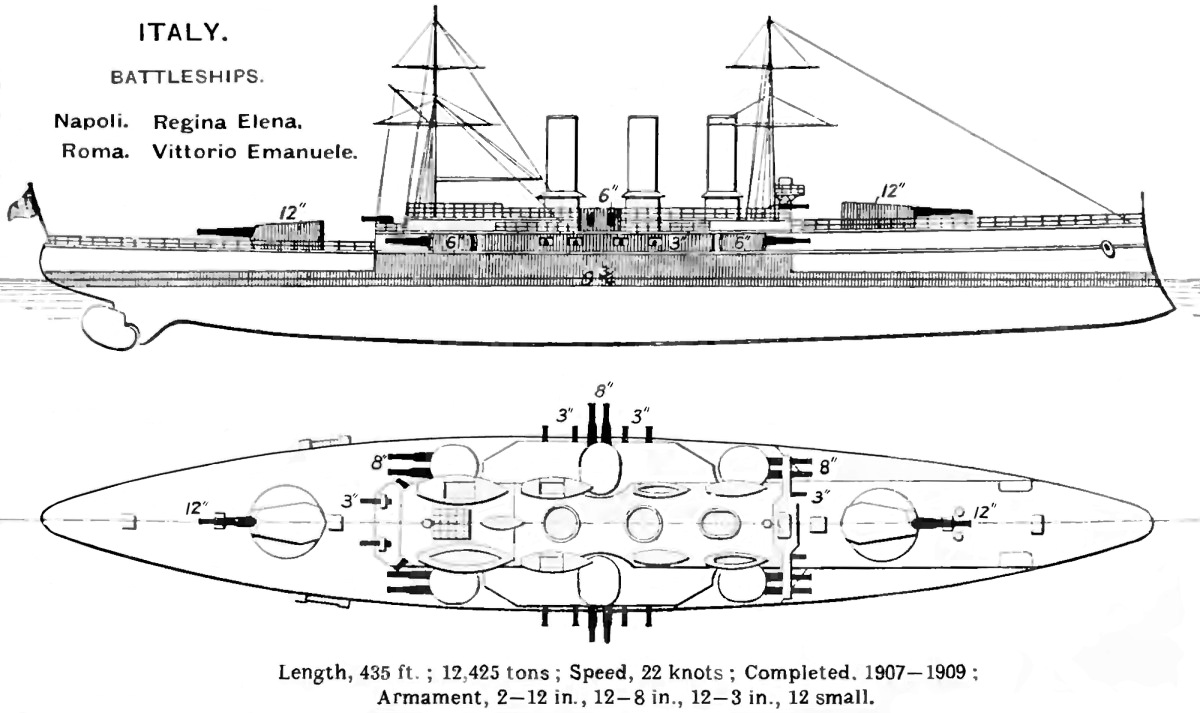
Dessin au trait des cuirassés de la classe Regina Elena, tiré de l'édition 1912 du Brassey's Naval Annual.

Le Napoli avait une longueur totale de 144,6 mètres (474 pieds), une largeur de 22,4 m (73 pieds) et un tirant d'eau maximal de 8,58 m (28,1 pieds). Il déplaçait 13 774 tonnes longues (13 995 t) à pleine charge. Le navire avait une proue légèrement inversée et un long pont de gaillard qui s'étendait au-delà du mât principal. Le Napoli avait un équipage de 742 à 764 officiers et hommes de troupe.
Son système de propulsion était composé de deux moteurs à vapeur verticaux à triple expansion, chacun entraînant une hélice. La vapeur pour les moteurs était fournie par 28 chaudières Babcock & Wilcox alimentées au charbon qui étaient ventilées dans trois cheminées. Le système de propulsion du navire avait une puissance nominale de 19 618 chevaux (14 629 kW) et offrait une vitesse maximale de 22,15 nœuds (41,02 km/h) et une autonomie d'environ 10 000 milles nautiques (19 000 km) à 10 nœuds (19 km/h),.
Tel que construit, le navire était armé d'une batterie principale de deux canons de 305 mm (12 pouces) de calibre 40 placés dans deux tourelles à un seul canon, une à l'avant et une à l'arrière. Le navire était également équipé d'une batterie secondaire de douze canons de 203 mm (8 pouces) de calibre 45 placés dans six tourelles jumelles au milieu du navire. La défense à courte portée contre les torpilleurs était assurée par une batterie de seize canons de 76 mm (3 pouces) de calibre 40 dans des casemates et des supports pivotants. Le Napoli était également équipé de deux tubes lance-torpilles de 450 mm (17,7 pouces) placés dans la coque sous la ligne de flottaison.
Le Napoli était protégé par de l'acier Krupp fabriqué à Terni. La ceinture principale avait une épaisseur de 250 mm (9,8 pouces) et le pont une épaisseur de 38 mm (1,5 pouces). Le tour de contrôle était protégé par un blindage de 254 mm (10 in). Les canons de la batterie principale avaient un blindage de 203 mm d'épaisseur, et les tourelles des canons secondaires avaient des flancs de 152 mm (6 pouces) d'épaisseur.

## Service
Le Napoli a été construit par le chantier naval "Regio Cantiere di Castellammare di Stabia" (Chantier naval de Castellammare di Stabia) à Castellammare di Stabia ; sa quille a été posée le 21 octobre 1903. Le navire a été lancé le 10 septembre 1905 et la construction s'est achevée le 1er septembre 1908. Le Napoli a servi dans l'escadron de service actif jusqu'en 1910, date à laquelle ses trois navires-jumeaux (sister-ship) ont été achevées, portant le nombre total de cuirassés de première ligne à six, qui comprenaient également les deux cuirassés de classe Regina Margherita. L'escadron de service actif était généralement en service pendant sept mois de l'année pour l'entraînement ; le reste de l'année, il était placé en réserve.

### Guerre italo-turque

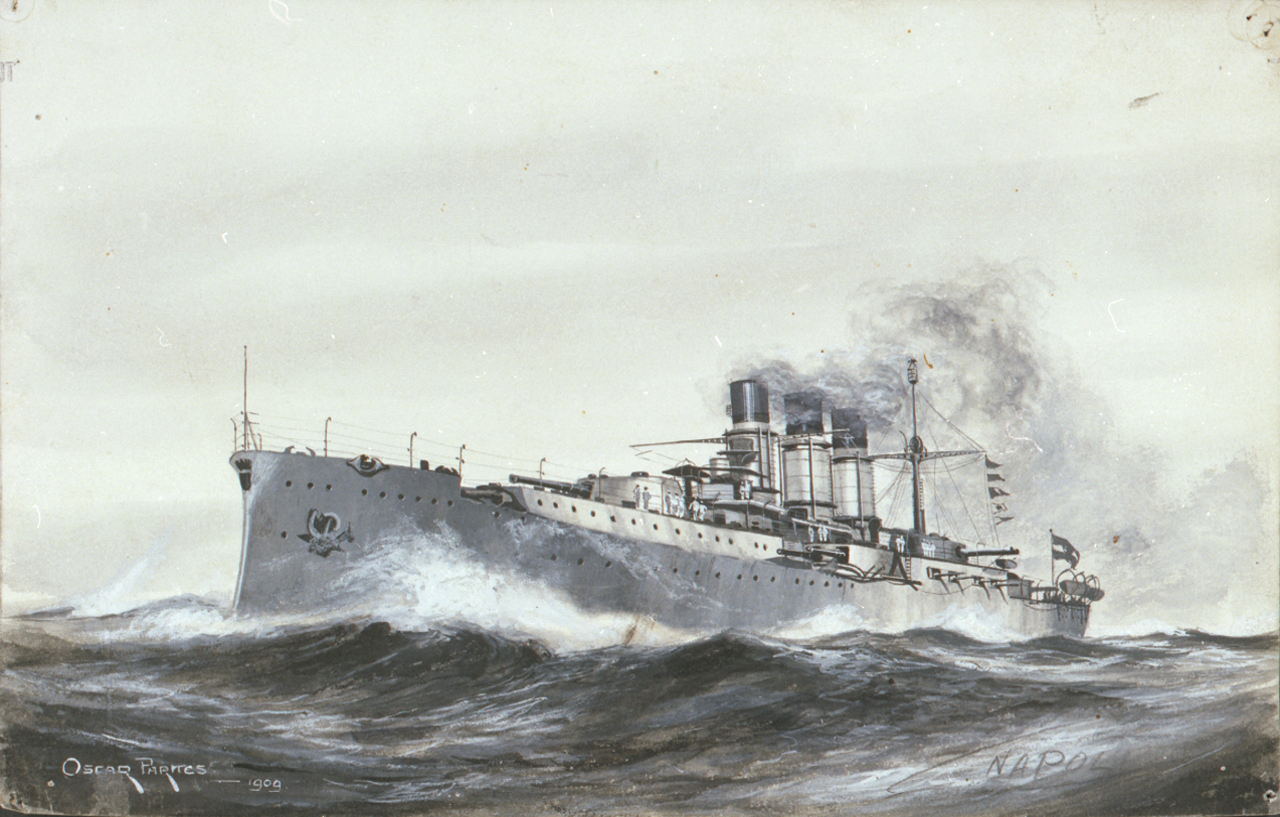
Illustration du Napoli vers 1908, par Oscar Parkes.

Le 29 septembre 1911, le royaume d'Italie déclare la guerre à l'Empire ottoman afin de s'emparer de la Libye. Pendant la durée du conflit, le Napoli sert dans la 1re division de la 1re escadre avec ses trois navires-jumeaux (sister ship), sous le commandement du vice-amiral Augusto Aubry. Après le début de la guerre, le Napoli, son navire-jumeau Roma et les croiseurs blindés Pisa et Amalfi sont envoyés pour bloquer Tripoli en Afrique du Nord. Le 2 octobre, le cuirassé Benedetto Brin et l'escadron d'entraînement arrivent pour relever le Napoli et les autres navires, qui partent ensuite rejoindre le navire amiral, le Vittorio Emanuele.
Le 15 octobre, le Napoli, qui avait été détaché pour renforcer les croiseurs blindés de la 2e division, 1re escadre, arrive à Derna, en Libye, en compagnie de plusieurs navires de transport de troupes. Après le rejet d'une demande de reddition adressée à la garnison ottomane, le Napoli et les croiseurs blindés bombardent la ville. En l'espace de 30 minutes, ils ont rasé la ville. À 14 heures, les Italiens tentent de débarquer un contingent de 500 fantassins, mais le feu nourri des Turcs repousse l'assaut, ce qui entraîne un nouveau bombardement de la flotte italienne. Le 18 octobre, les Turcs se retirent de la ville, qui est ensuite occupée par l'armée italienne. Entre-temps, le Napoli avait rejoint la 1re division et, le 18 octobre, l'unité avait escorté un convoi de navires de transport de troupes vers Benghazi. La flotte italienne a bombardé la ville le lendemain matin après que la garnison ottomane eut refusé de se rendre. Pendant le bombardement, les membres des navires et l'infanterie des navires de transport de troupes sont descendus à terre. Les Italiens ont rapidement forcé les Ottomans à se retirer dans la ville dans la soirée. Après un court siège, les forces ottomanes se retirent le 29 octobre, laissant la ville aux Italiens.
En novembre, les Ottomans ont lancé une grande tentative de reprise de la ville. Vers la fin du mois, les Italiens ont lancé une contre-attaque composée de trois bataillons d'infanterie et de 150 hommes du Napoli. En décembre, le Napoli et les autres navires du 1er escadron étaient dispersés dans les ports de la Cyrénaïque ; le Napoli est resté à Derna. Au début de 1912, la majeure partie de la flotte, y compris le Napoli, se retire en Italie pour y être réparée et remise en état, ne laissant qu'une petite force de croiseurs et d'embarcations légères pour patrouiller la côte nord-africaine. Le 13 avril, la 1re division quitte Tarente, à destination de l'île de Rhodes. Pendant ce temps, la 3e division escortait un convoi de navires de transport de troupes de Tobrouk à l'île. Les navires lourds italiens se présentent au large de la ville de Rhodes tandis que les transports débarquent le corps expéditionnaire à 16 km au sud le 4 mai ; les soldats avancent rapidement sur la ville, soutenus par les tirs d'artillerie de la flotte italienne. Les Turcs ont rendu la ville le jour suivant.
Entre le 8 et le 20 mai, le Napoli participe à la prise de plusieurs îles du Dodécanèse entre la Crète, Rhodes et Samos. En juin, le Napoli et le reste de la 1re Division étaient stationnés à Rhodes. Au cours des deux mois suivants, les navires ont croisé dans la mer Égée pour empêcher les Turcs de tenter de lancer leurs propres opérations amphibies pour reprendre les îles que l'Italie avait saisies en mai. La 1re division retourne en Italie à la fin du mois d'août pour y être réparée et rééquipée, et est remplacée par les cuirassés de la 2e escadre. La 1re division a quitté le port le 14 octobre, mais a été rappelée plus tard le même jour, lorsque les Ottomans ont accepté de signer un traité de paix pour mettre fin à la guerre.

### Première Guerre mondiale
Le royaume d'Italie a déclaré sa neutralité après le début de la Première Guerre mondiale en août 1914, mais en juillet 1915, la Triple-Entente avait convaincu les Italiens d'entrer en guerre contre les Puissances centrales. Le rival naval traditionnel de l'Italie, la marine austro-hongroise, était le principal adversaire dans le conflit, et se trouvait directement de l'autre côté de l'étroite mer Adriatique. L'amiral Paolo Thaon di Revel, chef d'état-major de la marine italienne, comprend que les sous-marins (unterseeboote) austro-hongrois représentent une menace trop sérieuse pour ses navires capitaux pour qu'il puisse mettre en place une politique de flotte active. Au lieu de cela, Revel décide de mettre en place un blocus à l'extrémité sud de l'Adriatique, relativement plus sûre, avec la flotte de combat, tandis que des navires plus petits, tels que les bateaux MAS, effectuent des raids sur les navires et les installations austro-hongrois. Pendant ce temps, les cuirassés de Revel seraient préservés pour affronter la flotte de combat austro-hongroise au cas où elle chercherait un engagement décisif. Par conséquent, le navire n'a pas été particulièrement actif pendant la guerre.
Pendant la guerre, le Napoli et ses trois navires-jumeaux ont été affectés à la 2e division. Les 14 et 15 mai 1917, trois croiseurs légers de la marine austro-hongroise ont fait un raid sur le barrage d'Otrante ; lors de la bataille du détroit d'Otrante, le Napoli et ses navires-jumeaux ont fait monter la vapeur pour aider les navires de guerre alliés, mais le commandant italien a refusé de les autoriser à se joindre à la bataille de peur de risquer leur perte dans l'Adriatique infestée de sous-marins.
Au début de 1922, les principales marines du monde, y compris l'Italie, ont signé le traité naval de Washington. Selon les termes du traité, l'Italie pouvait conserver le Napoli et ses trois navires-jumeaux, ainsi que les cuirassés dreadnought plus récents. En raison de la petite taille et de l'âge des navires, notamment en comparaison avec les dreadnoughts modernes, les Italiens auraient pu garder les navires en service indéfiniment. Ils ne pouvaient cependant pas être remplacés par de nouveaux cuirassés selon la pratique normale du système du Traité, qui prévoyait des remplacements après qu'un navire avait 20 ans. Le Napoli a été conservé pendant quelques années, mais il a été rayé du registre naval le 3 août 1926 et vendu à la casse.